# Batterie zinc-ion
Une batterie zinc-ion ou batterie Zn-ion (abrégé ZIB) utilise des ions zinc (Zn2+) comme porteurs de charge. Plus précisément, les ZIB utilisent du Zn comme anode, des matériaux d'intercalation de Zn comme cathode et un électrolyte contenant du Zn. 
Il en existe deux grandes formes :
- la batterie Zn-ion à électrolytes à base organique ;
- la batterie Zn-ion à électrolytes en solution aqueuse, qui offre une sécurité très élevé et laisse espérer des coûts finaux plus bas.

En 2022, ces batteries semblent avoir atteint un niveau de maturité permettant leur commercialisation dans les systèmes de stockage stationnaires de l'électricité issues d'énergies renouvelables (éolien et solaire photovoltaïque en particulier) dans les smartgrids et autres réseaux électriques.

## Sémantique
L'expression « batterie zinc-ion » est plutôt réservée aux batteries rechargeables (secondaires), parfois aussi dites « batteries rechargeables au zinc métal » (ou RZMB pour « rechargeable zinc metal batteries »). Les ZIB diffèrent des piles non rechargeables (primaires) à base de zinc (telles que certaines piles alcalines ou zinc-carbone).

## Histoire
En 2011, le groupe de Feiyu Kang montre pour la première fois qu'une insertion réversible d'ions Zn dans la structure tunnel d'un hôte en dioxyde de manganèse de type alpha (MnO2) est possible en utilisant le zinc comme cathode dans une batterie Zn-ion,.
L'université de Waterloo (Canada) a breveté la technologie[Laquelle ?] des batteries zinc-ion développée dans ses laboratoires. 
En 2020, Eos Energy Storage produit 1,5 GWh de batteries au zinc fabriquées aux États-Unis pour être utilisées pour le stockage des énergies intermittentes dans les réseaux électriques du Texas et de la Californie,.

## Recherche
La recherche est intense depuis les années 2010, marquée par une croissance exponentielle de la littérature scientifique sur le sujet

### Motivation et enjeux
Cette batterie semble présenter plusieurs intérêts majeurs de soutenabilité : 
- alors que le lithium est un métal relativement rare, polluant, source de tensions géopolitiques, une électrode négative en zinc présente l'avantage d'une capacité volumétrique théorique bien plus élevée et le zinc est naturellement abondant et mieux réparti dans le monde. Le coût de fabrication en série de ZIB devrait être bas, car le zinc métallique est très disponible sur la planète et, si son raffinage primaire donne du cadmium toxique comme sous-produit, le zinc-métal a une bonne recyclabilité ;
- le zinc a une meilleure compatibilité avec les électrolytes aqueux que la plupart des autres métaux testés dans les batteries ;
- contrairement aux batteries lithium-ion, les batteries Zn-ion aqueuses ne sont que légèrement acides, fonctionnant dans une fourchette de pH comprise entre 4 et 5,5[9],[10],[11] ;
- leur sécurité intrinsèque est élevée ; comparé à celui d'autres types de batteries, leur risque est faible en matière de toxicité, pollution, incendies, etc., notamment en cas de rupture de l'enveloppe de la batterie, d'incendie ;
- leur puissance spécifique est élevée ;
- leur réversibilité est élevée.

Pour ces raisons, les ZIB semblent être d’excellentes candidates pour les applications de réseau électrique,,. 
Inconvénients :
- moindre efficacité coulombienne (charge) que celle des LIB de pointe[2] ;
- risque accru de « placage » (dépôt de zinc métallique sur l’électrode négative lors de la charge de la batterie ; ce processus doit être uniforme pour éviter la formation de dendrites, qui peuvent provoquer des courts-circuits et réduire la durée de vie de la batterie[2],[14].
- risque accru de « striping » sur l'électrode négative ; le stripping est le phénomène inverse du placage : le zinc est dissous de l’électrode négative lors de la décharge. Une mauvaise gestion du striping peut entraîner une perte d’efficacité et une détérioration de l’anode[2] ;

### Chimie
Les électrolytes aqueux aussi bien que non aqueux sont étudiés comme candidats pour les ZIB, notamment des sels de zinc utilisant les anions TFSI ou triflate (pour les électrolytes aqueux et non aqueux), du sulfate de zinc et des électrolytes aqueux alcalins à base d'KOH,
Jusqu'à présent, plusieurs matériaux de cathode ont été explorés pour les ZIB, notamment le MnO2 de types gamma et delta, l'hexacyanoferrate de cuivre, l'oxyde de bismuth, les sulfures en couches et les analogues du bleu de Prusse,,,. Par exemple, en 2017, les chercheurs ont signalé un prototype de batterie zinc-ion qui a une réversibilité, un taux et une capacité élevés sans formation de dendrites ; ce dispositif utilisait une anode en zinc métallique, une cathode en oxyde de vanadium (Zn0,25 V2O5⋅nH2O) et un électrolyte aqueux, matériaux tous non toxiques ou peu toxiques (par rapport aux métaux ou métalloïdes habituellement utilisés dans les piles et batteries). Après 1 000 cycles, elle conservait 80 % de sa capacité. La cellule a atteint une capacité allant jusqu'à 300 mAh g−1 et une densité d'énergie de ∼450 Wh l−1.
Dans les universités Hopkins et Cornell, des scientifiques ont trouvé un polymère spécial, qui appliqué sur les électrodes de batteries à zinc-ion, allonge leur durée de vie en les protégeant des dommages induits par les charges rapides. Une faible quantité de polyéthylène glycol (PEG) ajoutée à l’électrolyte crée une couche protectrice mince sur la surface des électrodes, y empêchant la formation de dendrites métalliques.